# ارنستو آگوئرو
ارنستو آگوئرو (اسپانیایی: Ernesto Aguero‎؛ زادهٔ ۱ اکتبر ۱۹۶۹) وزنه‌بردار اهل کوبا بود.
وی در مسابقات کشوری و بین‌المللی در مجموع برندهٔ ۱ مدال طلا شده‌است.